# Морська капуста (салат)

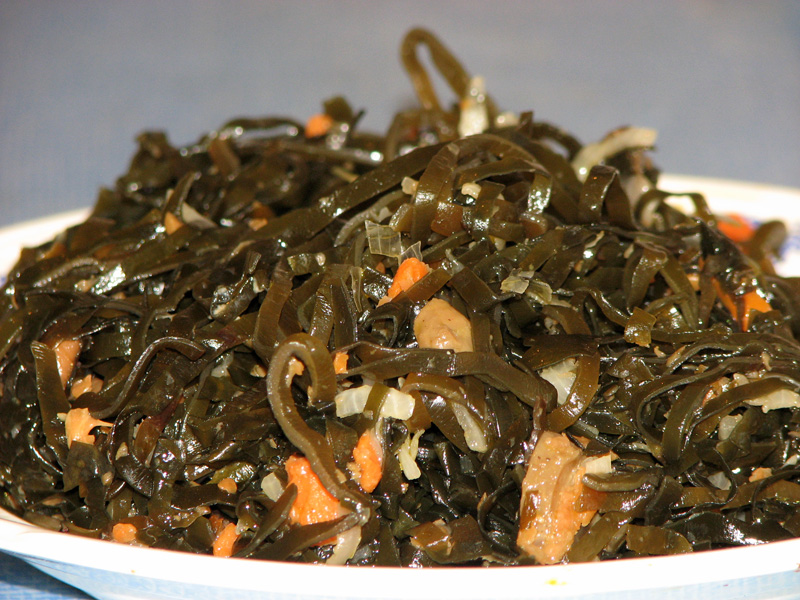
Консервований салат з морської капусти

Морська́ капу́ста — харчовий продукт з бурих водоростей ламінарій. Промислове значення мають кілька видів ламінарій: цукриста, пальчаста, японська. У роздрібну торгівлю морська капуста надходить в сушеному або замороженому вигляді, а також в консервах.
На виробництво морської капусти йде дворічна ламінарія промислової зрілості. Її добувають з самохідних і веслових плавзасобів вручну за допомогою водолазів, а також технічними засобами: ваєрним способом, волокушами та тралом-підрізувачем. Довжина морської капусти в середньому становить 3-5 м. Довжина і ширина водорості залежать від віку, району зростання і часу видобутку. Сирець ламінарії зберігають в чистій морській воді в сіткових мішках або на стрижнях-тримачах. Перед обробкою ламінарію ретельно промивають в морській воді від піску та інших забруднень, обрізають ризоїди та черешки, а також обробляють дезінфекуючими розчинами.

## Виробництво морської капусти
Сушіння ламінарії проводиться в природних і штучних умовах. У природних умовах при сонячній погоді підготовлену сировину розсипають в один шар на сітчастих настилах на висоті 15-20 см від землі. Водорості періодично перевертають і сушать в природних умовах не більше двох днів до вмісту вологи в 15-18 %. В штучних умовах ламінарію сушать гарячим повітрям. Правильно висушена ламінарія має блискучу поверхню слані. Вихід готової продукції становить 14-20 % до маси сирцю. Готовий продукт укладають в стоси або пресують в пачки масою до 30 кг.
Ламінарію, призначену для заморожування, ріжуть на відповідні по довжині шматки та шаткують на смужки шириною не більше 5 мм. Заморожування водоростей проводиться сухим штучним способом при температурі не вище -28 °C. Морожена ламінарія випускається блоками масою до 12 кг для промислової переробки і до 3 кг — для мережі громадського харчування.
При виробленні консервів з ламінарії морську капусту зазвичай змішують з овочами і прянощами. Готову суміш фасують у банки як салат або комбінують з м'ясом безхребетних (кальмарів, трепангів). Для приготування консервів з морської капусти сировину після очищення від піску, вапняних утворень і механічних домішок відмочують в проточній воді протягом 3-4 годин. Потім промиту морську капусту шаткують на смужки шириною 3-4 мм, варять 10-15 хвилин у киплячій воді, потім обсмажують 3-5 хвилин в олії при температурі 140-160 °C. Після охолодження морську капусту змішують з відповідним чином обсмаженими овочами в фаршомішалці та фасують у банки, куди додається гарячий томатний соус. Стерилізація банок проводять при температурі 112-115 °C, після чого банки швидко охолоджують.